# 딩쉐중
딩쉐중(중국어 정체자: 丁學忠, 병음: Dīng Xúezhōng, 한자음: 정학충, 1970년 6월 28일 ~ )은 타이완의 정치인이다. 2024년 윈린현 제1선거구의 입법위원으로 당선된다.